# Puchezhsky (huyện)
Huyện Puchezhsky (tiếng Nga: ? райо́н) là một huyện hành chính tự quản (raion), của Tỉnh Ivanovo, Nga. Huyện có diện tích 847 km², dân số thời điểm ngày 1 tháng 1 năm 2000 là 20400 người. Trung tâm của huyện đóng ở Puchezh.